# Stammliste von Heldrungen
Stammliste von Heldrungen mit den in der Wikipedia vertretenen Personen und wichtigen Zwischengliedern.
Die mangelhafte, oft fehlerhafte, Quellenlage betrifft den gesamten Zeitraum aller Familienzweige. Gesicherte Daten sind urkundlich genannt, Geburts- und Sterbedaten o. g. Zeiträume jedoch oft ungesichert und nach höchstmöglicher Wahrscheinlichkeit der oft abweichenden Datenquellen unter Vorbehalt zu betrachten. Es bleiben genealogische Details, sogar die Zuordnung von Mitgliedern des Hauses, ungeklärt.

## Die Herren von Heldrungen 1126 bis 1443
Der erste bekannte Vertreter des Hauses war Hartmann von Heldrungen vor 1126/1128; ⚭ () N.N.; Sie hatten folgende Nachkommen:
A1. Heinrich von Heldrungen, nobilis (1169), Graf (1186), († vor 1. September 1226); ⚭ () N.N.
B1. Hartmann von Heldrungen (* zw. 1206 und 1227; † vor 28. Dezember 1242); ⚭ () N.N.
C1. Heinrich von Heldrungen, Herr von Heldrungen (1249), Ritter (1233), Vogt von Göllingen (1242–1243), „der Ältere“ (1280), urkundlich 1225 bis 1287; ⚭ () Lutgard N.N., urkundlich 1242, († vor 28. Dezember 1243)
D1. Heinrich „der Jüngere“ von Heldrungen, urkundlich 1253 bis 1296; ⚭ () N.N. von Wernigerode, Tochter von Graf Gebhard I. von Wernigerode, Graf im Derlingau und im Nordthüringgau, (1217–1269) und Luitgard N.N. (vor 1232–nach 1259)
E1. Heinrich von Heldrungen, urkundlich 1289 bis 1302
E2. Friedrich von Heldrungen, Herr zu Heldrungen (1319), Herr zu Göllingen (–1324), „der Ältere“ (1338–1339), „der Älteste“ (1346), urkundlich 1280, (* vor 1308; † nach 26. April 1346); ⚭ () (Mechtild von Gleichen († 1354; ▭ in der Klosterkirche St. Peter und Paul, Erfurt), Tochter von Graf Heinrich III. von Gleichen (–nach 13. August 1317) und Lucia Svantepolksdotter (vor 1262–1314)) 
F1. Albrecht von Heldrungen, Herr zu Heldrungen (1339), Ritter (1344), „der Ältere“ (1346), urkundlich 1308, († nach 23. August 1357)
F2. Friedrich von Heldrungen, Herr zu Heldrungen (1339), Hauptmann zu Erfurt (1358), Ritter (1361), urkundlich 1308, († nach 16. Februar 1367)
G1. Albrecht von Heldrungen, urkundlich 1351
G2. Heinrich von Heldrungen, Herr zu Heldrungen (1364), „der Jüngere“ (1365), urkundlich 1351, († nach 22. März 1382)
H1. Gerlach von Heldrungen, Herr zu Heldrungen (1383), († zw. 16. November 1389 und 15. September 1396); ⚭ () Lucke N.N. († nach 16. November 1389)
H2. Friedrich (V.) von Heldrungen, Herr zu Heldrungen (1384), Pfandherr zu Wiehe (1399), Anführer der aufständischen Flegler im Fleglerkrieg 1412, durch Markgraf Wilhelm II. von Meißen expropriiert (enteignet) (1412), (Heldrungen und Wiehe kommen 1413 an Graf Heinrich von Hohnstein), urkundlich 1384 bis 1412, († September 1413 bei Mackenrode, erschlagen); ⚭ (vor 1399) Agnes von Schönburg-Glauchau, urkundlich 1417 bis 1441, († nach 5. Juni 1443), Tochter von Friedrich IX. von Schönburg-Glauchau (–1389) und Agnes von Wartenberg (–1373)
I1. Heinrich von Heldrungen, Herr zu Heldrungen, Herr zu Brücken (1426–1435), Herr zu Unterkranichfeld (1441–1443), urkundlich 1410 bis 1441, († nach 5. Juni 1443)
→ Geschlecht im Mannesstamm erloschen
I2. Friedrich von Heldrungen, urkundlich 1410 bis 1417, († nach 28. April 1430)
I3. Konrad von Heldrungen, Pfarrer von St. Laurentii zu Erfurt (1408), Kantor zu Jechaburg (1417), Propst (1421–1426), Dechant vom Heiligen Kreuz zu Nordhausen (1436), († nach 28. Februar 1442)
G3. Sophie von Heldrungen, Kanonissin zu Quedlinburg (1363)
E3. Otto von Heldrungen, Prior von St. Peter und Paul (Peterskloster) zu Erfurt (1299), urkundlich 1291 bis 1300, († 23. August (1304))
D2. Hartmann von Heldrungen, Domherr zu Würzburg (1258–1282), Propst von St. Gumbertus zu Ansbach (1275–1280)
D3. Heinrich von Heldrungen, urkundlich 1280
D4. Hermann von Heldrungen, urkundlich 1280
D5. Christian von Heldrungen, urkundlich 1282
C2. Hermann von Heldrungen, Ritter des Deutschen Ordens (1248–1272), urkundlich 1221 bis 1272
C3. Otto von Heldrungen, Domherr zu Würzburg (1241–1243)
C4. Hartmann von Heldrungen, Ritter des Deutschen Ordens (18. November 1234), Komtur der Deutschordensballei Sachsen (1238), Großkomtur in Palästina (1261–1263), 11. Hochmeister des Deutschen Ordens (1273–1282), urkundlich 1227 bis 1282, (* um 1210; † 19. August 1282/1283 in Akkon, Jerusalem; ▭ in Mergentheim)
C5. Leukard (Irmgard) von Heldrungen, urkundlich 31. August 1279, (* um 1231 in Arnshaugk; † nach 31. August 1279 ebenda); ⚭ () Heinrich I., Vogt von Plauen-Gera (1238–1244), Vogt von Gera (1244–1269/1274), urkundlich 16. Dezember 1238 bis 1269, (* um 1227; † 1. Juni 1269/1274; ▭ im Kloster Cronschwitz), Sohn von Heinrich IV., „der Mittlere“, Vogt und Herr von Plauen und Gera (1182–1249) und Burggräfin Jutta von Altenburg (1186–1268)
B2. Dietrich von Heldrungen
B3. Hermann von Heldrungen, urkundlich 1221
A2. Gerlach von Heldrungen, Domherr zu Naumburg (vor 24. September 1196 bis 17. Januar 1206), Archidiakon im Pleißenland? (1205), Dompropst von Naumburg (Anfang 1217 bis 1230), urkundlich 1196 bis 1233
Nicht einsortierbar:
- eventuell als E4. Friedrich von Heldrungen, urkundlich 1299 bis 1304
- eventuell als I4. Helene von Heldrungen, Äbtissin vom Kloster Rohrbach, urkundlich 10. April 1461